# Capfoguer

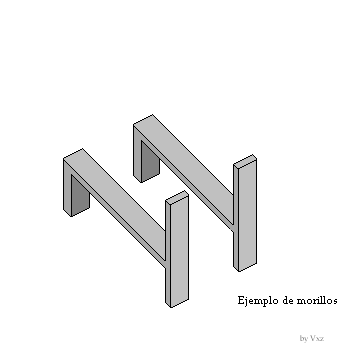
Esquema d'uns capfoguers

Els capfoguer és un estri per a la llar de foc. Reben aquest nom cada una de les dues barres de metall, recolzades sobre el terra de la llar de foc, on es posen els troncs i tions, que eleven el foc sobre el sòl de la llar i en permeten l'oxigenació. S'utilitzen també per dipositar les olles sobre el foc per escalfar o coure el menjar. Es va trobar entre 1945 i 1958 un capfoguer ibèric que és únic a Catalunya.

## Nota
1. ↑  Universitat de Barcelona. Departament d'Història Medieval; Universitat de Barcelona. Institut d'Història Medieval. Acta historica et archaeologica mediaevalia.  Edicions de la Universitat de Barcelona, 1988, p. 39–. ISBN 9788460024385 [Consulta: 15 febrer 2011].
2. ↑  «Capfoguer».   Museu Torre Balldovina, 09-05-2015. Arxivat de l'original el 3 de març 2016. [Consulta: 9 maig 2015].